# Bernard Schouler
Bernard Schouler, né le 6 avril 1933 à Belfort et mort le 10 décembre 2024 à Cournonterral, est un universitaire français, professeur émérite de grec ancien à l'université Paul-Valéry de Montpellier..

## Parcours
Ancien élève de l’École normale supérieure de la rue d’Ulm à Paris (promotion 1953), agrégé de lettres.
Entre août 1958 et la fin de 1959, Schouler est sous-lieutenant chez les SAS durant la guerre d'Algérie. Dans le secteur de Boutin qu'il dirige (au sud de Sidi Bel Abbès), il est chargé de diverses missions dont celle d'assurer une présence bienveillante et protectrice. Il est chargé de recenser la population, de délivrer « cartes d'identités provisoires » et de développer les activités sanitaires et sociales. Il est aussi assisté par une femme, membre des SAS et ayant un rôle d'infirmière et d'assistante sociale.
Admirateur d'Albert Camus, il désapprouve l'attitude de son supérieur, un lieutenant qui incite ses subordonnés à user de brutalités.
Spécialiste de Libanios et de la rhétorique grecque, il publie en 1973 la traduction commentée des Discours moraux de ce sophiste d’Antioche du quatrième siècle.
En 1984, il publie une somme de plus de mille pages intitulée La Tradition hellénique chez Libanios.
Il fonde en 1991 le centre de recherche sur les civilisations antiques de la Méditerranée (CERCAM) dont il est le premier directeur jusqu’en 1994.

## Domaines de recherche
Bernard Schouler a contribué à la redécouverte, dans le dernier quart du XXe siècle, de la sophistique d’époque impériale dont les aspects littéraires n’avaient guère été pris en compte par la recherche. Ses travaux portent principalement sur :
– l’idéologie morale et politique des professeurs de rhétorique ;
– la mise en œuvre argumentative et stylistique dans l’éloquence scolaire ;
– les auteurs contemporains ou proches de la sophistique impériale.
Bernard Schouler a également contribué de façon décisive au renouveau de la connaissance sur Libanios, écrivain et penseur de l’Antiquité tardive qui était tombé dans l’oubli. Bernard Schouler montre qu’il fut un écrivain et penseur engagé qui s’employa à revivifier la culture grecque en développant une pensée politique propre, un souci de l’éducation, une attention portée à la langue, à l’analyse psychologique et à l’emploi de la rhétorique au service du bien et de la morale.
En 1988, il dirige la thèse de Pierre-Louis Malosse intitulée Libanios, discours LIX : texte, traduction et commentaire.
Dans les années 1990 et 2000, Bernard Schouler participe aux sessions de linguistique et de littérature d'Aussois en Savoie organisées avec le soutien de l’École normale supérieure et des éditions de la rue d’Ulm qui, à partir de 2007, se tiennent à la Baume (Bouches-du-Rhône). Il y fait plusieurs communications remarquées en particulier sur les origines antiques de l’autobiographie.
Il travaille également sur la justice et les prisons dans la partie orientale de l’Empire romain au quatrième siècle de notre ère.

## Fonctions administratives
En 1991, il est nommé directeur adjoint de l’institut universitaire de formation des maîtres de Montpellier notamment chargé de la direction de l’antenne de Nîmes de 1992 à 1998.
Il est chargé de 1997 à 2001 par la Commission européenne de la responsabilité d’un programme de coopération universitaire en direction de l’Albanie dans le cadre du programme Tempus Phare(trans-European cooperation scheme for higher education) qui a pour but de soutenir le développement de l'enseignement supérieur en Europe centrale et orientale. Il travaille alors au développement d’une coopération universitaire franco-albanaise en direction des universités Eqrem Çabej de Gjirokastër, de l’université Fan S. Noli de Korçë et d’université Luigj Gurakuqi de Shkodër.

## Publications
- Bernard Schouler, La tradition hellénique chez Libanios, vol. 2, Lille - Paris, Société d'édition Les Belles Lettres, 1984, 1021 p. (ISBN 2-251-32625-1)
- Bernard Schouler, Carlos Lévy et Laurent Pernot, Dire l'évidence : la rhétorique aux frontières de l'évidence, Paris, L'Harmattan, 1997
- Bernard Schouler, Libanios ou la sophistique comme critique : Three Centuries of greek culture under the Roman Empire, Homo romanus graeca oratione, Barcelona, Publicacions i Edicions de la Universitat de Barcelona, 2013 (ISBN 978-8447537174)
- Bernard Schouler, « Un officier dans l'Oranais », Les cahiers de Montpellier, no 50,‎ 103, p. 114
- Bernard Schouler, Libanius versus Plato : Plato in the third sophistic, Boston & Berlin, Walter de Gruyter, coll. « Millenium Studies », 2014 (DOI 10.1515/9781614510390 Libanius versus Plato in Plato in the third sophistic)
- Bernard Schouler et Pierre-Louis Malosse, Apologie de Socrate suivie de Socrate condamné au silence Texte établi par Pierre-Louis Malosse. Traduction, commentaires et notes de Bernard Schouler, vol. 1, Paris, Société d'édition Les Belles Lettres, 2024, 304 p. (ISBN 978-2-251-00663-5)